# Mont Moroto
Pour les articles homonymes, voir Moroto.
Le mont Moroto est un stratovolcan culminant à 3 083 mètres d'altitude dans le district de Moroto en Ouganda.
La montagne surplombe la ville de Moroto dans la région du Karamoja, au Nord-Est de l'Ouganda. Elle fait partie d'une chaîne de volcans le long de la frontière kenyane, qui débute par le mont Elgon au sud et inclut également le mont Kadam et le Morungole[réf. nécessaire]. La région alentour est constituée en réserve forestière protégeant divers habitats, de la savanne aride à la forêt sèche de montagne.